# Kompienga
A Kompienga é uma província de Burkina Faso localizada na região Este. Sua capital é a cidade de Pama.

## Departamentos

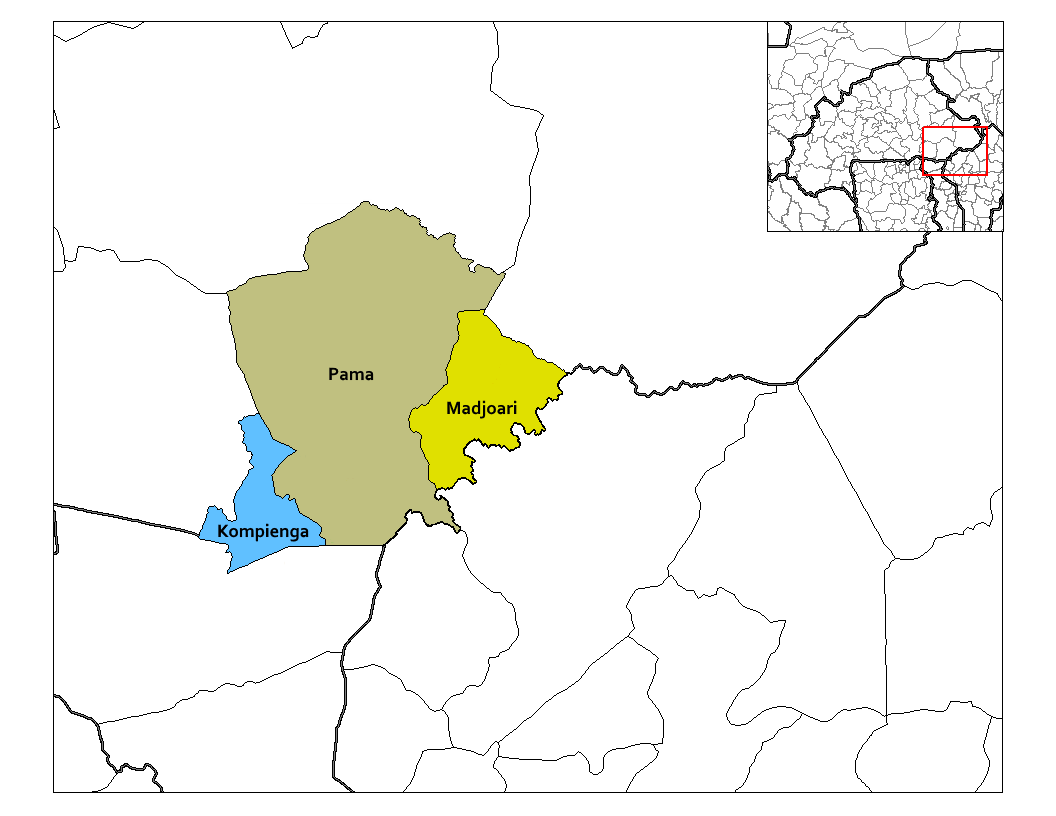
Localização dos diversos departamentos da província da Kompienga, Burkina Faso

A província da Kompienga está dividida em três departamentos:
- Kompienga
- Madjoari
- Pama